# Libnotes (Laosa) kariyana
Libnotes (Laosa) kariyana is een tweevleugelige uit de familie steltmuggen (Limoniidae). De soort komt voor in het Palearctisch gebied.